# Ken Marschall
Ken Marschall (* 28. Oktober 1950 in Whittier, Kalifornien) ist US-amerikanischer Künstler, der vor allem durch seine Gemälde der Titanic bekannt wurde.

## Leben
Schon früh war er von den Ozeanriesen fasziniert und mit 14 trat er seine erste von vielen weiteren Reisen auf einem Schiff an. Im Alter von 16 Jahren zeichnete er das erste Mal die Titanic, nachdem er einen Film gesehen hatte. Für James Camerons Film Titanic diente er zusammen mit Don Lynch als Experte für die historischen Fakten und Details des Schiffs. Ken Marschall wirkte auch in Camerons Dokumentarfilm Die Geister der Titanic mit.